# Kobschütz
Kobschütz ist ein Ortsteil der Stadt Groitzsch im Landkreis Leipzig (Freistaat Sachsen). Der Ort wurde 1948 nach Audigast und mit diesem 1996 in die Stadt Groitzsch eingemeindet.

## Geografie
Kobschütz befindet sich in der Leipziger Tieflandsbucht zwischen Zwenkau im Norden und Groitzsch im Süden. Der Ort liegt am rechten Ufer der Weißen Elster, in die westlich von Kobschütz die Schnauder einmündet. Kobschütz befindet sich im Mitteldeutschen Braunkohlerevier. Das Gebiet südöstlich des Orts wurde in den 1980er Jahren durch den Tagebau Peres (1963–1991 in Betrieb) abgebaggert. Das Areal ist inzwischen renaturiert.

## Geschichte
Im Jahr 1300 wurde ein „Conradus de Copschicz“ erwähnt. Die Grundherrschaft über das kleine Sackgassendorf lag um 1551 beim Rittergut Groitzsch. Ab 1590 bis 1856 war Kobschütz als Amtsdorf direkt dem kursächsischen bzw. königlich-sächsischen Amt Pegau unterstellt. Ab 1856 gehörte der Ort zum Gerichtsamt Pegau und ab 1875 zur Amtshauptmannschaft Borna.
Am 1. Oktober 1948 erfolgte die Eingemeindung nach Audigast. Mit dem Ort kam Kobschütz im Jahr 1952 zum Kreis Borna im Bezirk Leipzig, 1990 zum sächsischen Landkreis Borna und 1994 zum Landkreis Leipziger Land. Durch die am 1. Januar 1996 erfolgte Eingemeindung von Audigast nach Groitzsch wurde Kobschütz ein Ortsteil der Stadt Groitzsch.
Der 1963 aufgeschlossene Tagebau Peres baggerte in den 1980er Jahren den Bereich südöstlich von Kobschütz ab. Nach seiner vorläufigen Stilllegung im Jahr 1991 wurde das Areal renaturiert.

## Verkehr
Kobschütz liegt unmittelbar an der Bundesstraße 2. Zwischen 1874 und 1998 führte die Bahnstrecke Gaschwitz–Meuselwitz ohne Halt östlich an Kobschütz vorbei. Auf dem Abschnitt von Schnaudertrebnitz bis zur südlichen Stadtgrenze von Zwenkau wurde die Trasse in der Folge in einen asphaltierten Fuß- und Radweg umgewandelt.